# Jade Ewen
Jade Louise Ewen (Londres, 24 de janeiro de 1988) é uma cantora e atriz britânica. Foi integrante do grupo Sugababes de 2009 até 2011, substituindo a membro fundadora Keisha Buchanan. Ewen começou a sua carreira como atriz, representando Nala, numa produção da West End, num musical intitulado The Lion King. Ela esteve, desde então, em inúmeras séries de televisão tanto no Reino Unido, como na Austrália. Em 2005, Ewen juntou-se a um grupo de R&B, chamado Trinity Stone, que teve um sucesso moderado no Reino Unido, na Irlanda e na Rússia. Em 31 de janeiro de 2009, ela venceu o concurso Eurovision: Your Country Needs You, para representar o seu país no Festival Eurovisão da Canção 2009, em Moscovo, dia 16 de maio de 2009.

## Biografia
Jade nasceu e cresceu em Plaistow, leste de Londres. A sua mãe é jamaicana e o seu pai é britânico-siciliano. O seu pai é cego e parcialmente surdo, e a sua mãe é parcialmente cega. Por causa das deficiências dos pais, Jade Ewen teve de se tornar uma espécie de "Baby Sitter" (babá, ou ainda guarda) para os seus pais e para os seus dois jovens irmãos.

## Carreira

### 2002–2009: Trinity Stone e Eurovision
Jade tentou também o mundo da música, e em 2005 tornou-se membro de uma girl group de R&B, as Trinity Stone, que foi reconhecida pela Sony BMG, o grupo obteve um sucesso relativo, e um pouco elevado no Reino Unido, na Irlanda e na Rússia, com apenas algumas músicas. O grupo Trinity Stone, também trabalhou com o cantor americano Ne-Yo para a música "Real Love", que fora produzido por nomes famosos da música, como o ganhador do Grammy, Brian Rawling e Cee Lo Green. O grupo foi deixado pela Sony BMG em 2007, sem ter realizado o seu álbum de estreia. Jade foi convidada desde então, para cantar um recorde de vendas, de e seguiu em frente com uma carreira a solo no mundo da música. Ela fez também uma co-produção de uma das músicas do álbum Boogie 2 Nite, "A Little Bit", para o grupo de cantoras Booty Luv. Jade Ewen editou uma canção, "Stolen Love", para o iTunes.

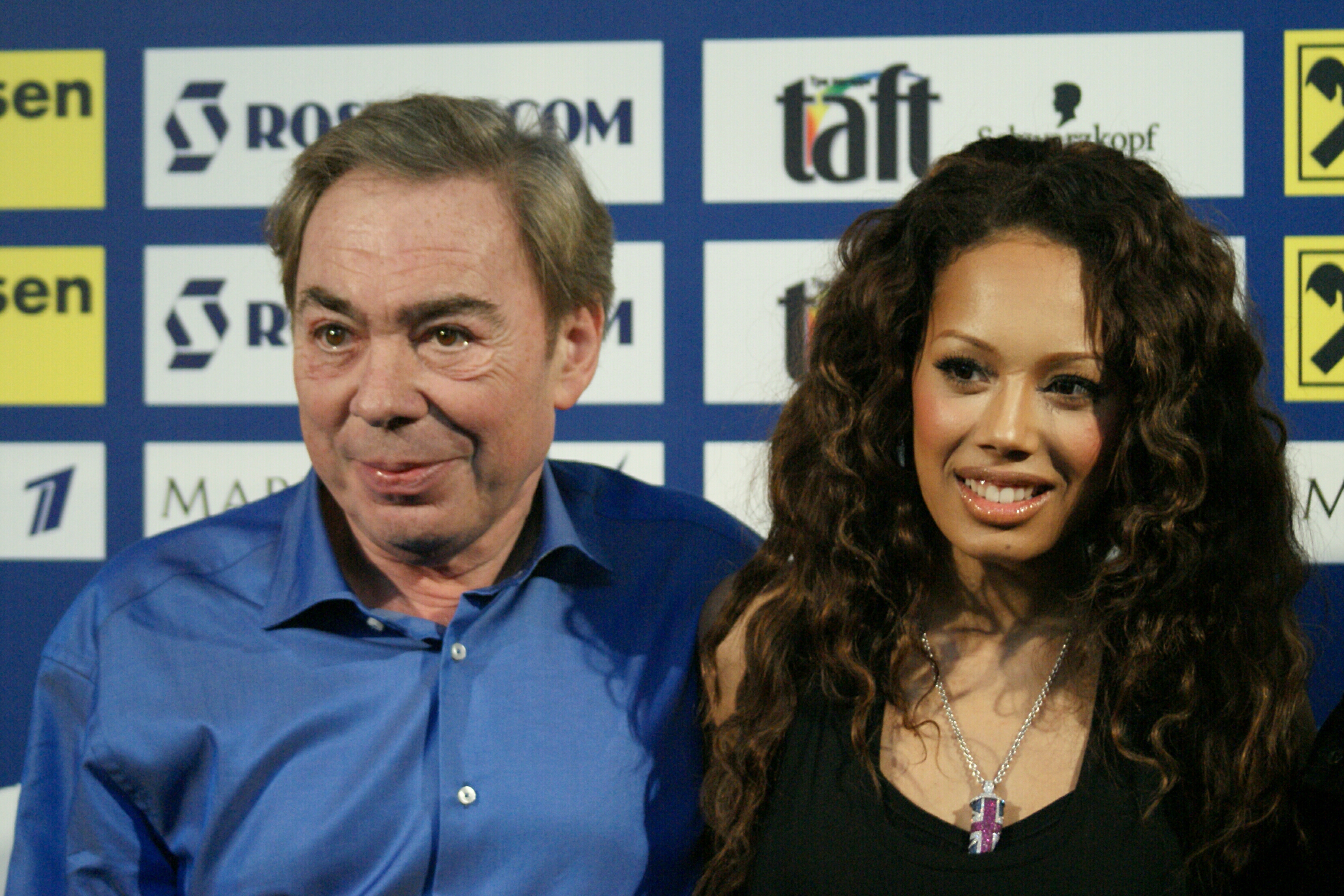
Jade Ewen com Andrew Lloyd Webber no Eurovision: Your Country Needs You em 2009.

Em janeiro de 2009, foi revelado que Jane havia sido escolhida/seleccionada por Andrew Lloyd Webber para participar no Eurovision: Your Country Needs You, o programa televisivo que selecciona o representante do Reino Unido para o Festival Eurovisão da Canção, num formato similar ao popular programa britânico de talentos The X-Factor, que produziu estrelas como Leona Lewis e Alexandra Burke. Na primeira semifinal, a 10 de Janeiro, Jade Ewen apresentou a música de Beyoncé Knowles, "Déjà Vu", recebendo assim boas criticas pelos juízes do evento, especialmente de Arlene Phillips que constatou que: "You are the new Beyoncé. Brilliant!" ("Tu és a nova Beyoncé. Brilhante!"). Na segunda semifinal, Jane cantou "The Voice Within" e foi salva pelo público britânico.
Na terceira semana do concurso, Ewen interpretou "Think" de Aretha Franklin e "All By Myself". Na terceira semana em directo, ela ficou colocada no segundo lugar do voto do público com os Emperors of Soul. Lloyd Webber decidiu salvar Jane, e enviá-la para a final nacional do programa de selacção da representação inglesa. No espetáculo final, Jane ficou à frente tando das The Twins e do Mark, vencendo assim, o bilhete para representar o Reino Unido no Festival Eurovisão da Canção 2009. Ela representou o Reino Unido no Festival Eurovisão da Canção 2009, com a música "My Time" e foi acompanhada por Lloyd Webber, que tocará piano a seu lado, no palco em Moscovo
Ao ser seleccionada para a Eurovisão, Jane tornar-se-á na segunda representação do Reino Unido que representou anteriormente parte do papel de Nala, numa produção da West End - de lembrar que a primeira pessoa a fazê-lo foi a cantora e actriz Javine Hylton, que representou o Reino Unido no Festival Eurovisão da Canção 2005, representando o mesmo papel durante dois anos.

### 2009–13: Sugababes

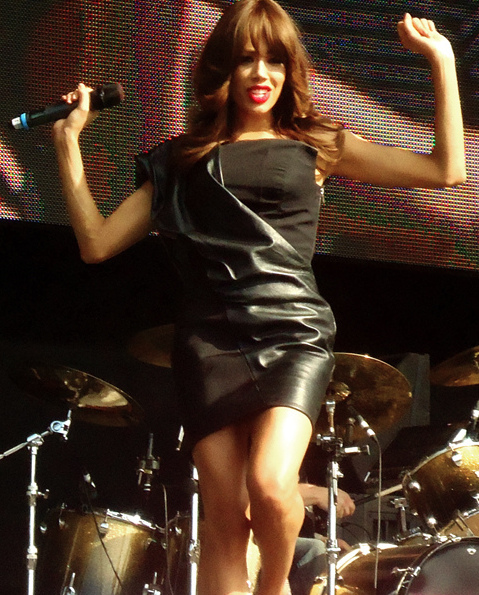
Ewen em 2011

Em setembro de 2009, Ewen se juntou ao grupo Sugababes como substituta de Keisha Buchanan. Embora seu single, "My Man", tenha sido lançado na semana em que ela se juntou ao trio, as actividades promocionais foram canceladas. No entanto, estreou no número 35 no UK Singles Chart. Em entrevista à BBC, Ewen confirmou que seu compromisso com as Sugababes era sua principal prioridade e que seu álbum solo havia sido colocado em espera. Ewen não conheceu as integrantes das Sugababes até dois dias antes da gravação do vídeo de seu single "About a Girl" em Los Angeles, tendo voado para lá sem ser notificada de que ela substituiria Buchanan. "About a Girl" estreou na oitava posição no Reino Unido. Sweet 7 foi lançado no início de 2010, após vários atrasos durante 2009, e alcançou a posição 14 no UK Albums Chart. O segundo single com os vocais de Ewen, "Wear My Kiss", alcançou a 7ª posição no Reino Unido.
As Sugababes começaram a gravar um oitavo álbum de estúdio em abril de 2010. No final de 2010, Ewen se tornou o rosto da lingerie Miss Ultimo. Em 2011, o grupo e sua gestão, Crown Talent & Media Group, deixaram sua gravadora de dez anos, Island Records, para um novo contrato de distribuição de três álbuns com a RCA Records da Sony Music. Crown Talent & Media Group foi a gravadora atuante. Um single promocional sob o novo selo, "Freedom", foi lançado gratuitamente em 25 de setembro de 2011. Em setembro de 2013, Jade disse que a banda havia se separado definitivamente em 2011.Em 15 de março de 2013, Ewen confirmou que as Sugababes gravariam novas músicas em algum momento de 2013, afirmando: "Acho que provavelmente voltaremos no final do ano. Com certeza haverá mais gravações, mas não há lançamento em breve."

### 2014–presente: Estreia no West End e trabalhos na televisão
No verão de 2014, Ewen interpretou o papel coadjuvante de Clara na produção do Regent's Park Open Air Theatre de Porgy and Bess. O musical estreou com críticas de 4 e 5 estrelas, com o The Guardian escrevendo sobre a performance de Jade, "Jade Ewen traz uma simplicidade comovente para Clara, que segue seu coração e paga o preço."  Em abril de 2015, Jade deveria ter um papel principal em Godspell no Hackney Empire, antes de passar para uma turnê nacional de 28 locais. Ewen teve que desistir devido a problemas de saúde, dizendo que estava "triste" por desistir. Em setembro de 2015, foi anunciado que Jade se juntaria ao elenco de In the Heights em sua transferência para o West End, no papel de Vanessa. O musical recebeu críticas positivas. Em novembro de 2015, foi anunciado que ela faria o papel da princesa Jasmine no musical Aladdin no Prince Edward Theatre. Mais tarde, Ewen processou a Disney por mais de £200.000, alegando danos à sua voz por ter que cantar muito alto para ser ouvida sobre Matthew Croke, que interpretou Aladdin.

## Atuação
Ewen começou a sua carreira como actriz, aos 12 anos de idade, fazendo de Nala no musical The Lion King na companhia West End. Em 2003, Jade actuou como Aggie Thackery numa série de drama da televisão australiana, Out There. Desde então, participou noutras séries, tais como The Bill, Casualty e o filme para televisão Mr Harvey Lights Candles. No início de 2009, Jade Ewen fez o papel de Athene, no primeiro episódio de uma série televisiva, desenvolvida pela BBC, Myths.Em 2014, Jade está nos musicais Tonight's the Night e The Gershwins’ Porgy and Bess.

## Discografia
Singles
- 2008: "Got You"
- 2009: "It's My Time"
- 2009: "My Man"

## Filmografia
| Ano       | Título                              | Papel           | Notas                |
| --------- | ----------------------------------- | --------------- | -------------------- |
| 2003–2004 | Out There                           | Aggie Thackery  | 25 episódios         |
| 2005      | Mr. Harvey Lights a Candle          | Donna           | Filme para TV        |
| 2005      | Casualty                            | Carrie Fletcher | 1 episódio           |
| 2005      | The Bill                            | Shanti Das      | 2 episódios          |
| 2009      | Myths                               | Athene          | 1 episódio           |
| 2009      | Eurovision: Your Country Needs You! | Participante    | 5 episódios (Venceu) |
| 2010      | Eurovision: Your Country Needs You! | Jurada          | 1 episódio           |
| 2013      | Splash!                             | Participante    | 1 episódio           |
| 2016      | End of a Gun - Fim da Linha         | Lisa Durant     | Filme                |
| 2021      | Luis Miguel: La serie               | Mariah Carey    | 5 episódios          |